# François Clerc
François Clerc (* 18. April 1983 in Bourg-en-Bresse) ist ein ehemaliger französischer Fußballspieler.

## Karriere

### Vereine
François Clerc begann seine Karriere bei Olympique Lyon, wo er bereits in der Jugendmannschaft spielte. Zunächst stand er lediglich in der Reservemannschaft. Zu Beginn der Saison 2004/05 wurde Clerc an den FC Toulouse ausgeliehen, da er in Lyon kaum auf Erstligaeinsätze hoffen konnte. Sein erstes Ligaspiel bestritt er am 14. August 2004 vor eigenem Publikum gegen Racing Strasbourg. Aber auch in Toulouse kam er nur zu sieben Einsätzen und wechselte nach einem Jahr wieder nach Lyon. Dort war er hinter Anthony Réveillère und Lamine Diatta nur dritte Wahl auf der Position des rechten Verteidigers. Als aber beide verletzungsbedingt beziehungsweise wegen der Nationalmannschaft abwesend waren, kam Clerc zu mehreren Einsätzen und konnte sich so sogar einen Stammplatz erkämpfen.
Sein Vertrag mit Olympique Lyon lief bis Ende Juni 2010 und wurde nicht verlängert. Daraufhin heuerte er beim OGC Nizza an, den er im Sommer 2012 nach zwei Jahren verließ und zur AS Saint-Étienne wechselte. Dort unterschrieb er einen Drei-Jahres-Vertrag. Am 20. April 2013 gewann er mit seinem neuen Verein den Ligapokal. Es war sein erster Triumph in diesem Wettbewerb. Clerc war in seiner ersten Saison bei Saint-Étienne Stammspieler und erreichte Platz 5 der Ligue 1.

### Nationalmannschaft
Seinen ersten großen internationalen Auftritt hatte Clerc 2006 bei der U-21-EM in Portugal, wo er mit Frankreich im Halbfinale an den Niederlanden scheiterte. Der Verteidiger wurde zweimal eingesetzt.
Clerc gab sein Debüt für die A-Nationalmannschaft am 11. Oktober 2006 gegen Färöer. Bei der EM-Endrunde 2008 gehörte er zum französischen Aufgebot und wurde einmal eingesetzt.

## Erfolge
- Französischer Meister: 2006, 2007, 2008
- Französischer Supercup: 2006, 2007
- Französischer Ligapokal: 2013